# Mysia (gruppo musicale)
I Mysia, nacquero nel 1990 come gruppo musicale veneto da Andrea Bassato e Franco Pivato, che aveva già collaborato con Andrea Bassato nel 1986 alla realizzazione dell'album Parco dei venti. Nel 1995 il gruppo verrà completato dal batterista Didíer Bellon.

## Discografia
- 1991 - Land Ho!
- 1993 - Bike
- 1994 - Spellbound
- 1995 - Solitudes

## Antologie
- 1995 - The River Of Constant Change - Tribute To Genesis
- 1996 - Harbour Of Joy - Tribute To Camel
- 1996 - Nuova Era & Meditazionel
- 1997 - Monografie Vol. 25 - Tribute To Genesis
- 1997 - 21st Century Music

## Formazione
- Andrea Bassato - tastiera
- Franco Pivato - chitarra
- Didíer Bellon - batteria